# Reconnected Live
Reconnected Live fue lanzado en 2010, con 2 álbumes que contienen los temas interpretados en la gira Reconnected Tour de Yazoo, la banda conformada por Vince Clarke y Alison Moyet.

## Lista de temas
MUTE (CDSTUMM322)

### CD 1
1. Nobody's Diary
2. Bad Connection
3. Mr. Blue
4. Good Times
5. Tuesday
6. Ode To Boy
7. Goodbye '70s
8. Too Pieces
9. In My Room
10. Anyone
11. Walk Away From Love

### CD 2
1. State Farm
2. Sweet Thing
3. Winter Kills
4. Midnight
5. Unmarked
6. Bring Your Love Down (Didn't I)
7. Don't Go
8. Only You
9. Situation

### Descarga digital
1. Get Set

Get Set, en su versión de estudio, se ofreció como descarga digital vía ITunes sólo para la preventa.

Este tema fue grabado originalmente en 1983 y usado como cortina para el programa Get Set for Summer pero nunca había sido editado comercialmente, aunque sí existían versiones de actuaciones en vivo.

## Datos adicionales
Don't Go, Too Pieces, Bad Connection, In My Room, Only You, Tuesday, Mr Blue, Walk Away From Love y Unmarked fueron escritas por Vince Clarke.

Midnight, Goodbye '70s, Winter Kills, Bring Your Love Down (Didn't I), Nobody's Diary, Sweet Thing, Good Times, Ode To Boy y Anyone fueron escritas por Alison Moyet.

Situation, State Farm y Get Set fueron escritas por Vince Clarke y Alison Moyet.
- Grabado por: Martin Hildred.
- Mezclado por: Vince Clarke.
- Mezcla adicional: Dave Loudoun
- Masterizado por: Simon Heyworth en Super Audio Mastering, Devon
- Fotografía: Georgie Gibbon
- Diseño: Bureau 8[3]